# Arpophyllum giganteum
Arpophyllum giganteum är en orkidéart som beskrevs av Karl Theodor Hartweg och John Lindley. Arpophyllum giganteum ingår i släktet Arpophyllum och familjen orkidéer.

## Underarter
Arten delas in i följande underarter:
- A. g. alpinum
- A. g. giganteum
- A. g. medium

## Bildgalleri

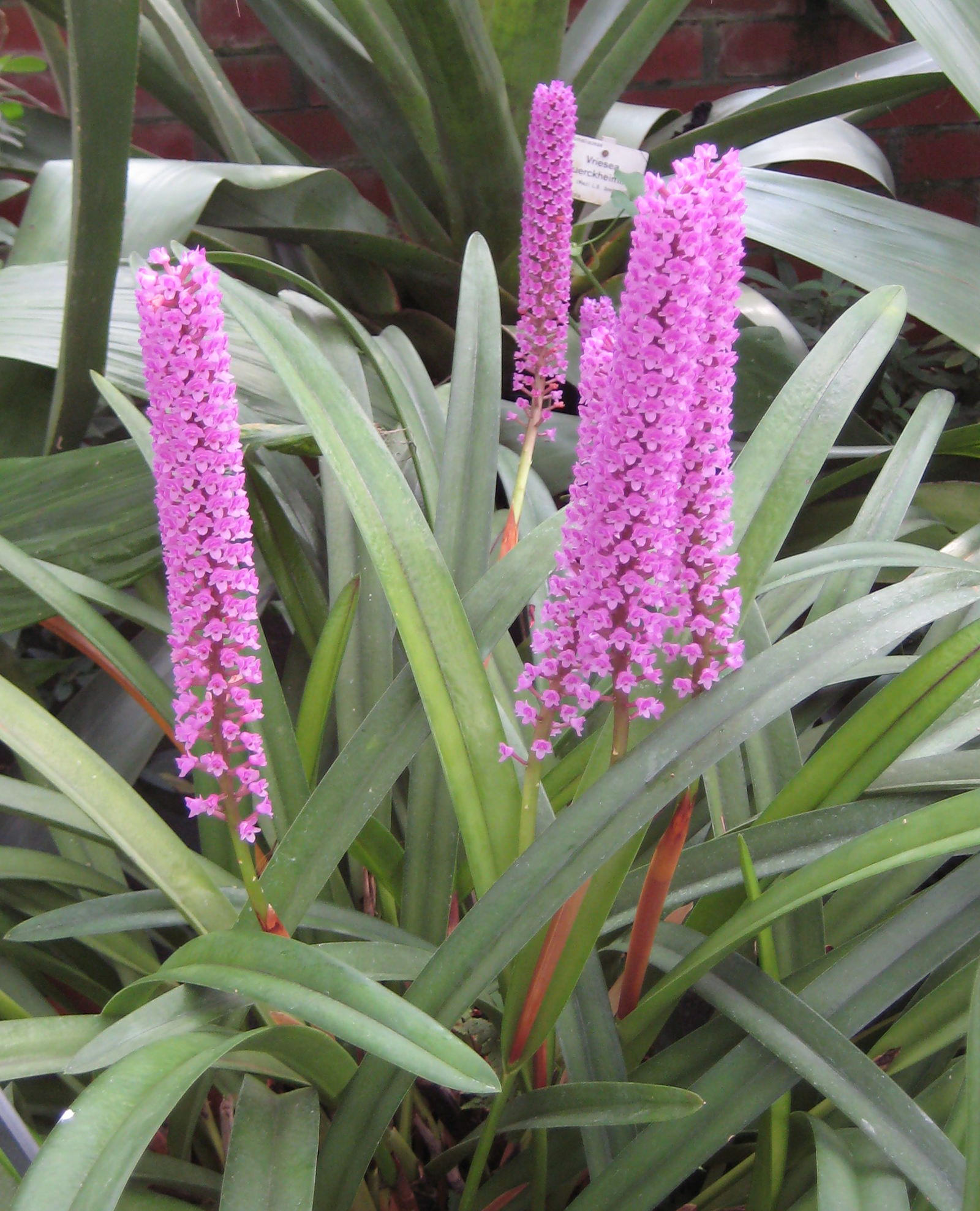
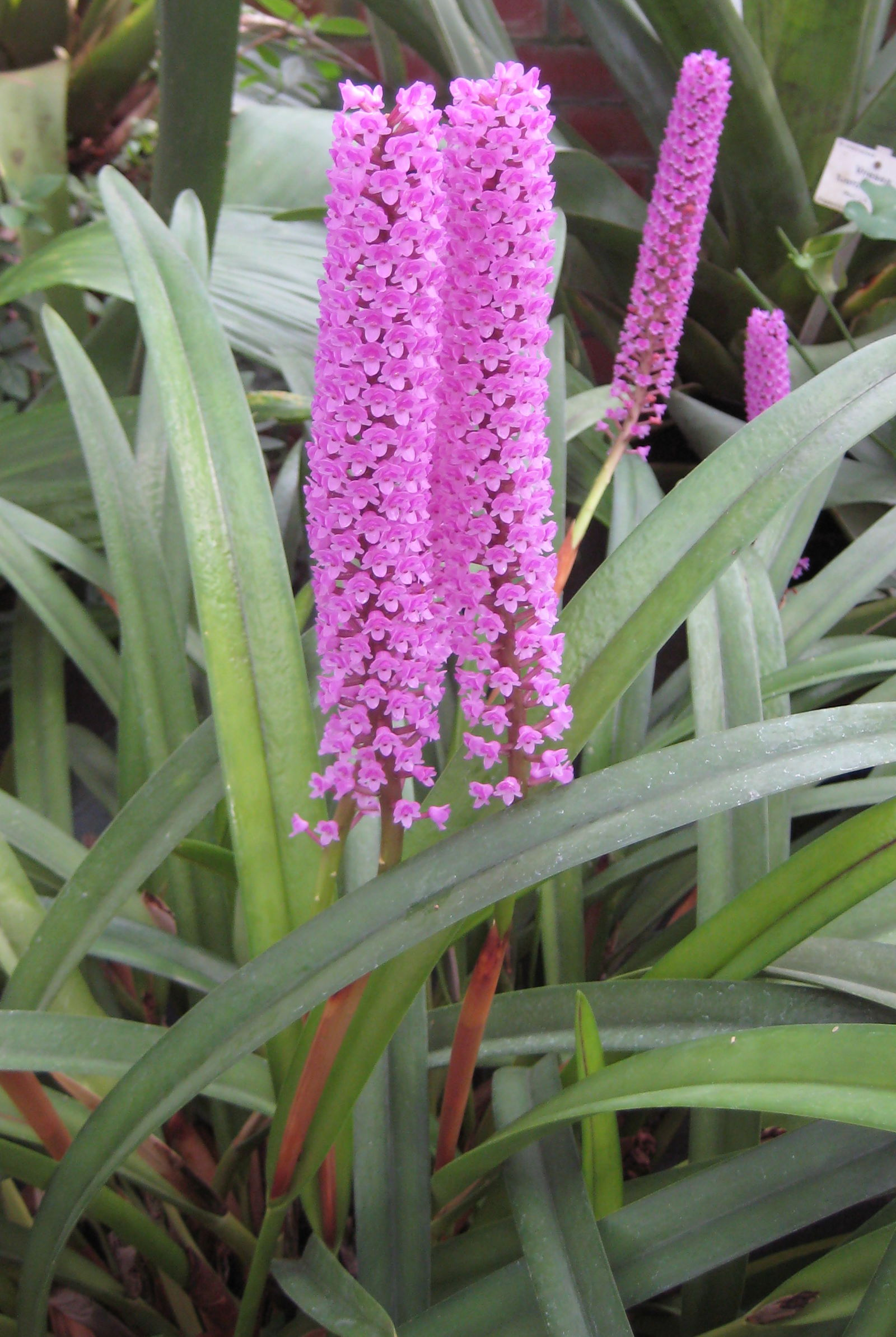
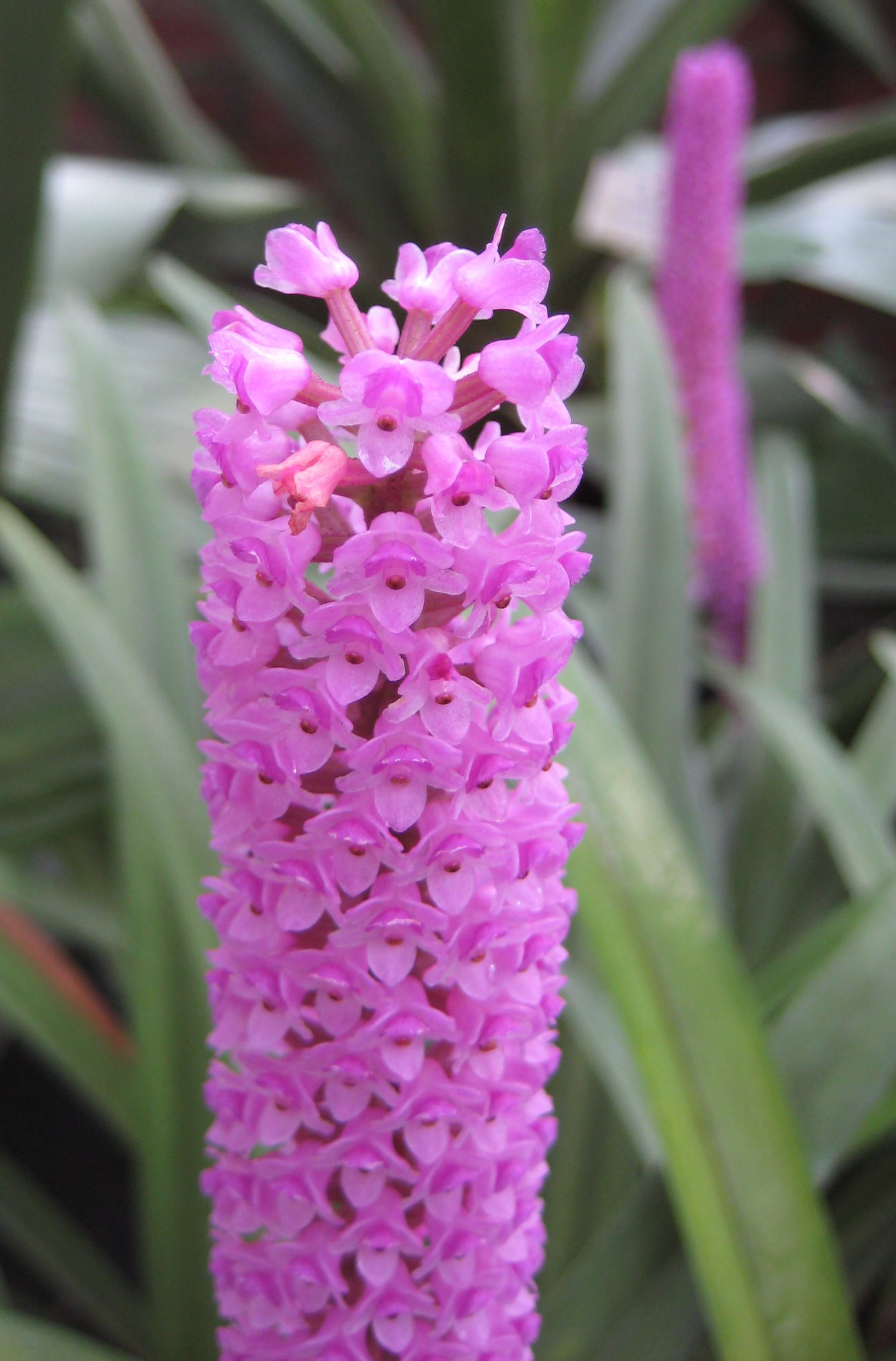
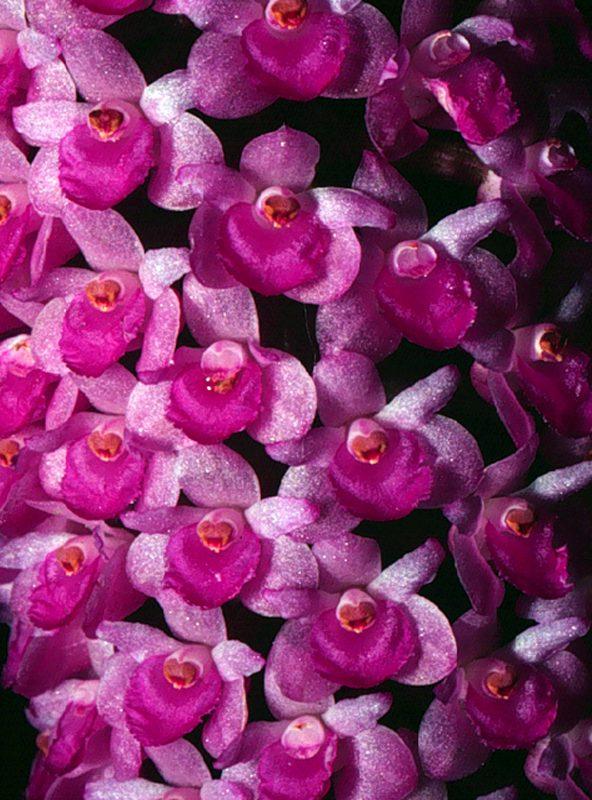
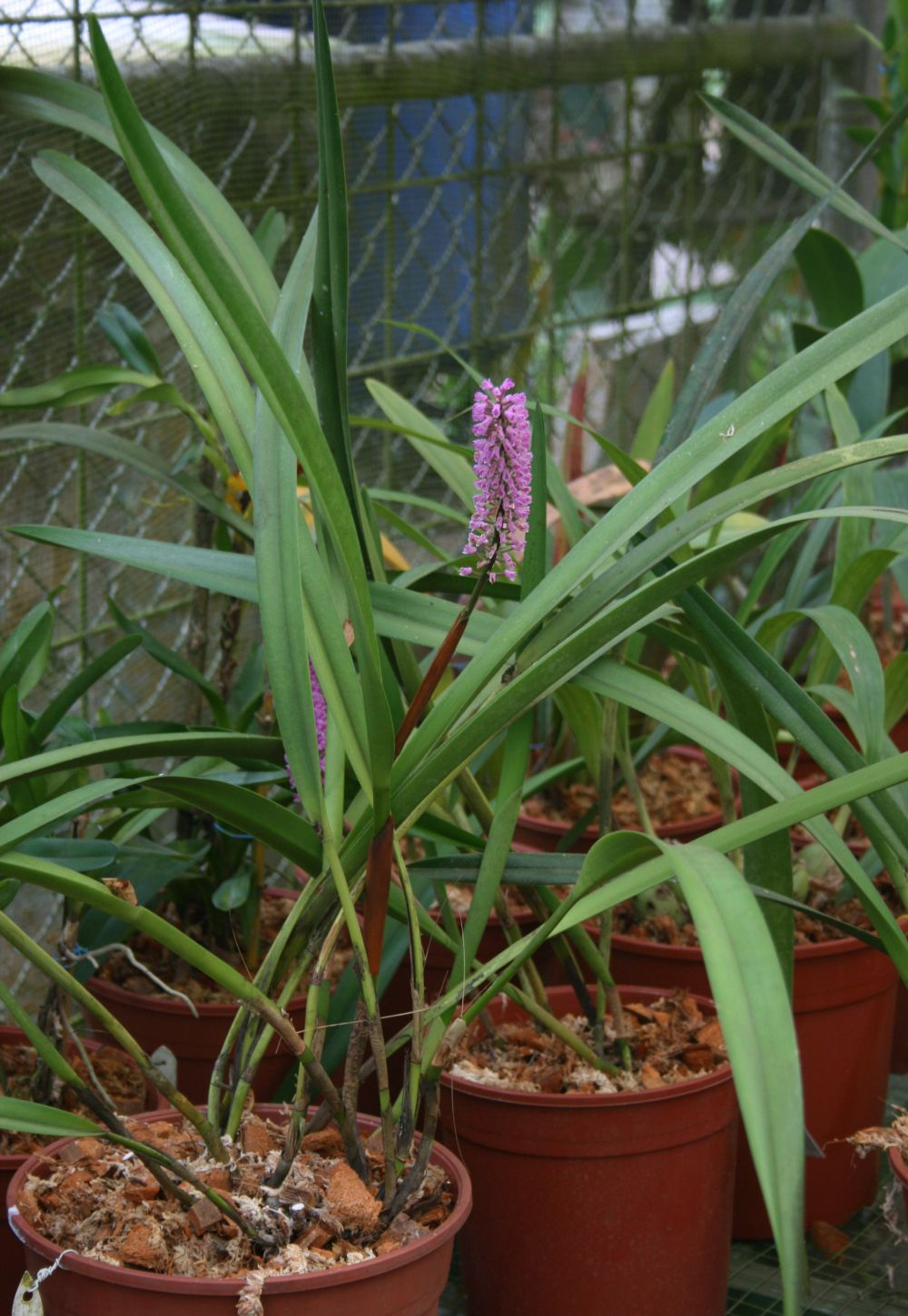
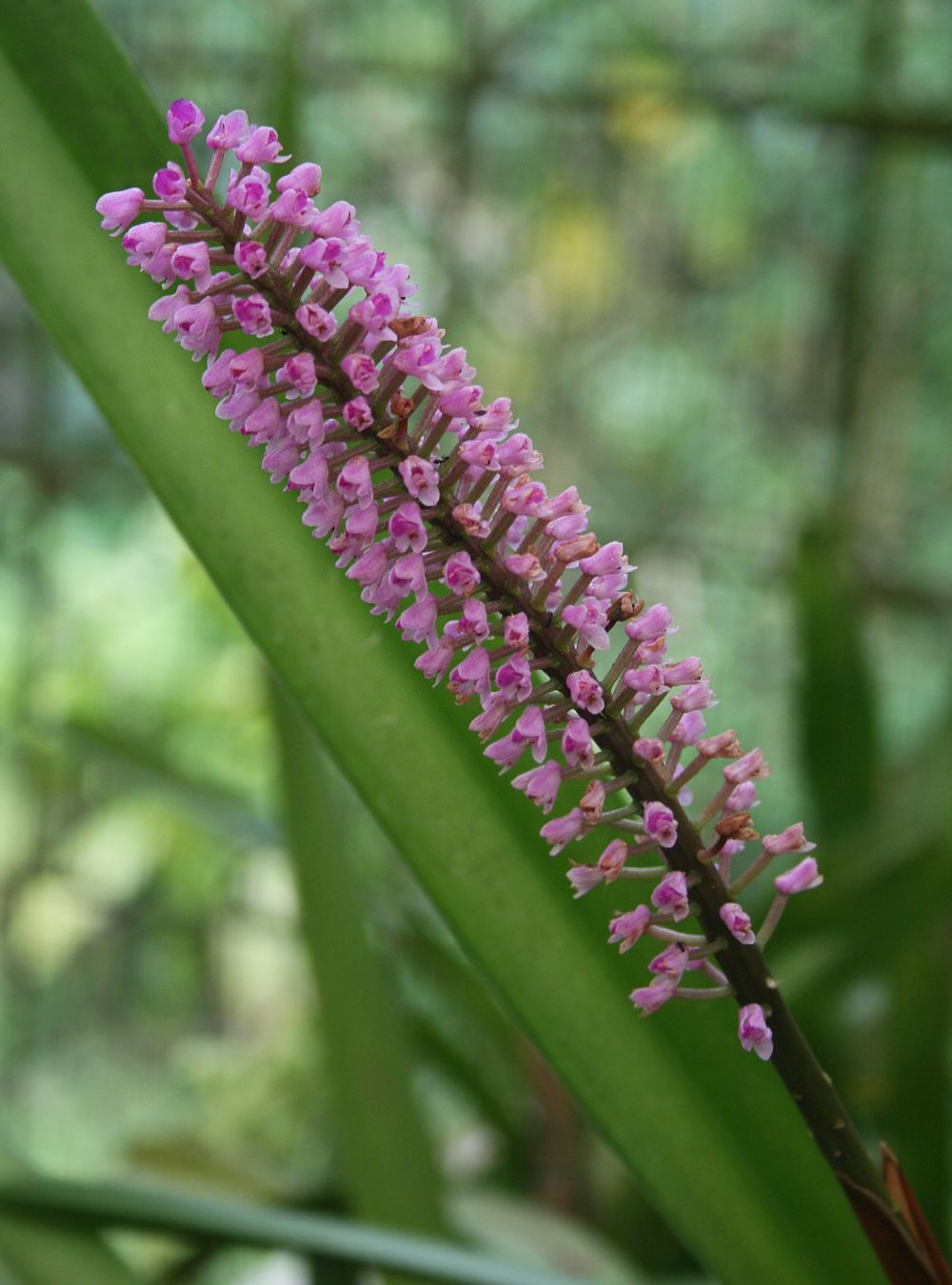